# Muscle temporo-pariétal
Le muscle temporo-pariétal est un des muscles épicrâniens.

## Description
Le muscle temporo-pariétal est peu développé chez l'humain.
Il relie le bord latéral de l'aponévrose épicrânienne à la région temporale.

## Aspect clinique
Le muscle temporo-pariétal peut être utilisé dans la chirurgie reconstructive de l'oreille.